# Бење
Бење (фр. Beugneux) насеље је и општина у североисточној Француској у региону Пикардија, у департману Ен (Пикардија) која припада префектури Соасон.
По подацима из 2011. године у општини је живело 118 становника, а густина насељености је износила 15,36 становника/km². Општина се простире на површини од 7,68 km². Налази се на средњој надморској висини од 135 метара (максималној 202 m, а минималној 92 m).

## Демографија
| 1962. | 1968. | 1975. | 1982. | 1990. | 1999. | 2011. |
| ----- | ----- | ----- | ----- | ----- | ----- | ----- |
| 72    | 97    | 94    | 92    | 75    | 83    | 118   |

График промене броја становника у току последњих година